# Villa Cyrnos
Villa Cyrnos si trova a Roquebrune-Cap-Martin e precisamente in Avenue Douine.

## Storia
La villa fu costruita su ordine dell'Imperatrice Eugenia nel 1892. A partire dalla fine degli anni ottanta l'imperatrice iniziò a viaggiare molto e nel 1891 incontrò a Mentone l'imperatrice Elisabetta d’Austria, detta Sissi. Le due donne diventarono buone amiche accomunate entrambe dal dolore di aver perso un figlio. Per non dover essere sempre ospite dell'imperatrice d'Austria, Eugenia decise di costruirsi una villa e così i lavori della futura villa Cyrnos, ebbero inizio nel 1892, su progetto dell'architetto Hans-Georg Tersling.
Sembra che la villa fu occupata solo nel 1895. e che il suo nome derivi dal greco cyrnos che indicava la Corsica in onore alla dinastia dei Bonaparte. L'ex-imperatrice riceveva spesso non solo Elisabetta di Baviera ma anche la regina Vittoria, con la quale aveva tessuto un legame speciale durante il suo lungo soggiorno in Inghilterra, prima a Chislehurst e poi a Farnborough (Hampshire).
In questa villa, utilizzata essenzialmente nel periodo invernale, l'ex-imperatrice cercò di ricreare la corte delle Tuileries, invitando la contessa de Pourtalès, il duca di Montebello e il suo segretario Piétri.
La villa ha la facciata ornata con delle aquile imperiali. È una palazzina dotata di un pian terreno con loggiati e pergola, un primo piano e una torre belvedere per godere della vista del mare. I giardini della villa furono concepiti da Ferdinand Bac e Ludwig Winter, che non mancò d'ingentilirlo aggiungendo numerose palme.